# Petar Bojović
Petar Bojović (en serbio cirílico: Петар Бојовић, pronunciado [pɛtar bɔjɔʋitɕː]; Miševići, 1858 - Belgrado, 1945) fue un militar serbio. Participó en las Guerras de los Balcanes y la Primera Guerra Mundial, siendo uno de los cuatro generales serbios nombrados vojvodas por su papel en los conflictos de principios del siglo XX, junto a Radomir Putnik, Stepa Stepanović y Živojin Mišić.

## Juventud
Petar nació el 16 de julio de 1858 en Miševići, en el Sandžak (Principado de Serbia bajo el Imperio otomano), y descendía del clan Vasojevići. 
Luchó en las Guerras serbo-otomanas desde 1876 hasta 1878 como cadete de la Academia de Artillería, así como en las guerras en que participó Serbia a principios del siglo XX. Fue varias veces Jefe del Alto Estado Mayor, la primera vez de 1905 a 1908.

## Guerras de los Balcanes
Durante las Guerras de los Balcanes, fue el Jefe del Estado Mayor del Primer Ejército Serbio, que obtuvo grandes victorias en las batallas de Kumanovo y Bitola (Primera Guerra de los Balcanes) y Bregalnica (segunda guerra de los Balcanes). Participó en las negociaciones de paz con el Imperio otomano, que se celebraron en Londres en 1913, como experto militar en la delegación del Reino de Serbia.

## Primera Guerra Mundial
Al comienzo de la Primera Guerra Mundial, se le volvió a conceder el mando del Primer Ejército. Su ejército sufrió grandes pérdidas en la batalla del Drina, en septiembre de 1914, aunque consiguió detener la ofensiva austro-húngara. Bojović fue herido en la batalla, y fue sustituido al frente de su tropa por el general Živojin Mišić. En enero de 1916, fue nombrado por segunda vez Jefe del Alto Estado Mayor, sustituyendo por enfermedad al Vojvoda Radomir Putnik, que fue llevado por sus soldados a la ciudad de Shkodër. Ocupó ese cargo hasta junio de 1918, cuando renunció debido a conflictos con los generales aliados en el tema de la ampliación del Frente macedonio. Volvió a su posición de Comandante del Primer Ejército, que rompió las líneas enemigas y avanzó profundamente en el territorio ocupado. Recibió el título de Vojvoda el 26 de septiembre de 1918 por su contribución durante la guerra.

## Últimos años

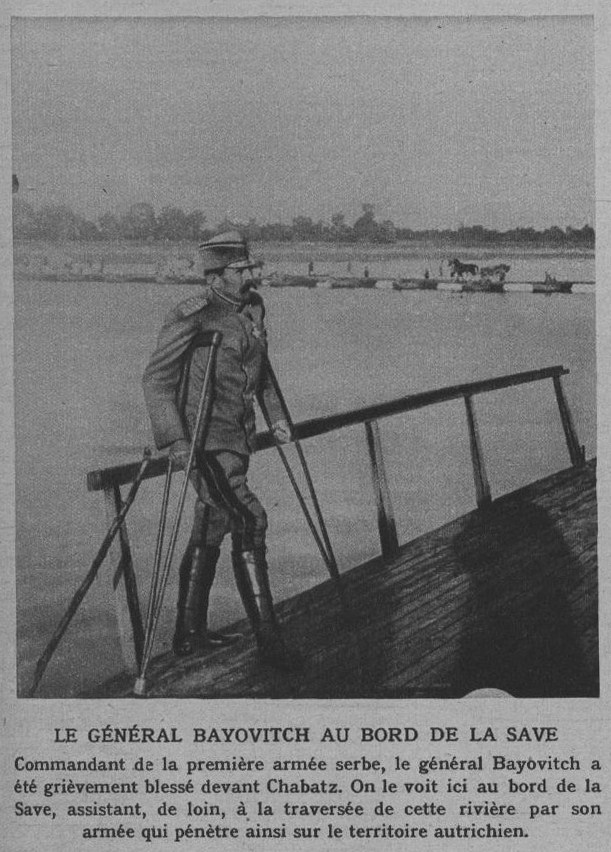
Petar Bojović, aún con muletas por las heridas sufridas al principio de la guerra, asiste desde la orilla del río Sava al avance de sus tropas, en una imagen del semanario Le Miroir.

En 1921, fue nombrado Jefe del Alto Estado Mayor del Real Ejército Yugoslavo; desde su posición, reorganizó el mismo, poniendo especial atención en el respeto, la tolerancia y la amistad entre las distintas etnias y nacionalidades que lo componían. En 1922 se retiró del servicio activo. Al comienzo de la Segunda Guerra Mundial, fue nombrado Ayudante del Comandante en Jefe de las Fuerzas Armadas yugoslavas, el joven rey Pedro II. Sin embargo, su cargo fue más bien simbólico debido a su avanzada edad, sin participación activa en los acontecimientos posteriores. Falleció en Belgrado el 19 de junio de 1945. Fue enterrado en el cementerio de Novo groblje, aunque las nuevas autoridades comunistas impidieron un funeral de estado.